# Down to the Moon
Down to the Moon è il quinto album solista in studio di Andreas Vollenweider, pubblicato nel 1986.
È stato ristampato nel 2005 e nuovamente nel 2006. È stato il primo album a vincere il Grammy Award al migliore album new age nel 1987.

## Tracce
Tutte le canzoni sono state scritte e arrangiate da Andreas Vollenweider.
1. Down To The Moon – 2:26
2. Moon Dance – 4:11
3. Steam Forest – 4:56
4. Water Moon – 2:15
5. Night Fire Dance – 4:57
6. Quiet Observer – 2:43
7. Silver Wheel – 3:57
8. Drown in Pale Light – 2:13
9. The Secret, The Candle and Love – 3:44
10. Hush - Patience at Bamboo Forest – 0:12
11. Three Silver Ladies Dance – 2:40
12. La Lune et L'enfant – 2:00

## Personale
- Andreas Vollenweider: Arpa
- Christoph Stiefel: Tastiere, Sintetizzatori
- Pedro Haldemann: Campane
- Walter Keiser: Batteria
- Jon Otis: Percussioni
- Max Laesser: Archi (Organizzato da The Silver Symphony Orchestra & Choir)
- Matthias Ziegler: Fiati